# ポリエステル (アルバム)
『 ポリエステル（Polyester）』は、早瀬優香子の3枚目のオリジナル・アルバム。1987年06月25日にシックスティレコード（販売元は日本フォノグラム）より発売された。

## 概要
- 当時SHI-SHONENで活動していた戸田誠司がプロデュースを担当。
- SMAPの「らいおんハート」やaikoの「あした」の作曲者である小森田実が参加している。
- ジャケット・デザインは当時、音楽雑誌『PATi PATi』などをデザインしていた染谷淳一が担当。
- 前回までのペンネーム“CECILE”から一転、今度は“千石花土根”名義で、早瀬優香子本人が4曲を作詞、1曲を作曲。

## 収録曲
1. Island
  - 作詞：千石花土根、塚田嗣人／作曲：戸田誠司／編曲：戸田誠司
2. 裸足のボレロ
  - 作詞：石川あゆ子／作曲：小森田実／編曲：戸田誠司
3. 島の出来事
  - 作詞：千石花土根／作曲：矢野誠／編曲：戸田誠司
4. グランド・マザー
  - 日本語詞：石川あゆ子／作詞：G.Morra／作曲：S.Fabritio、M.Farizio tranne／編曲：戸田誠司

※原曲「De ja vu」(ロサーナ・カザーレ)[1]

ロッサーナ・カザーレ（英語版）のDeja vu[2]。(アルバムLa via dei misteri(1986)収録)
5. ロールシャッハ・ロールシャッハ
  - 作詞：石川あゆ子／作曲：戸田誠司／編曲：戸田誠司

※ロールシャッハとはヘルマン・ロールシャッハが考案した心理テストの一種。
6. 夕方前にはお部屋にいること
  - 作詞：千石花土根／作曲：矢野誠／編曲：戸田誠司
7. 唇の不一致
  - 作詞：石川あゆ子／作曲：小森田実／編曲：戸田誠司
8. BLANC
  - 作詞：石川あゆ子／作曲：戸田誠司／編曲：戸田誠司
9. 椿姫の夏（Polyester Version）
  - 作詞：森雪之丞／作曲：細野晴臣／編曲：戸田誠司
10. ポリエステルと夜
  - 作詞：千石花土根／作曲：千石花土根／編曲：戸田誠司

※箸を叩きながら歌いながら作曲をしたそう。[3]
11. 椿姫の夏（Single Version）
  - 作詞：森雪之丞／作曲：細野晴臣／編曲：西平彰

※資生堂夏キャンペーンCMソング

## クレジット
- vocals, percussion：早瀬優香子
- Sound Producer：戸田誠司（SHI-SHONEN）

- Drums：石坪信也、寺谷誠一、新里レオン
- Bass：中原信雄 by the courtesy of Tokuma Japan
- Guitar：柴山和弘、塚田嗣人
- Piano & Keyboards：福原まり（SHI-SHONEN）
- Percussion：菅原裕紀、Pekker
- Sax：矢口博康（Real Fish） by the courtesy of Victor Records
- Backing vocals：小室和之、向井寛、Derek Jackson
- Computer & Voice：戸田誠司
- Synthe-operator：藤井丈司（TOP）、関島雅樹（TOP）、桐島恒久（TOP）、根岸貴行(イマジン)
- Recording engineer：中越道夫、赤川新一、藤野成喜、原口宏
- Mixing engineer：田中信一
- Recording co-ordnator：福田美穂子（SIXTY RECORDS）、平石悦子（PRODUCE HOUSE AMUSE）
- Recorded：Onkio Hause、Sedic、Sound Inn、Studio Sky、Freedom Studio、Phonogram Studio

- Visual imaging：早瀬優香子＋山内“BENZ”順仁
- Art Direction：染谷淳一（HEAD BUTT）
- Design：染谷淳一+HEAD BUTT
- Photograph：山内順仁

## 発売形態
| 形態 | 発売日         | 品番      | 発売元                           | 備考 |
| ---- | -------------- | --------- | -------------------------------- | --- |
| LP   | 1987年06月25日 | 28SL-11   | SIXTY RECORDS/日本フォノグラム   | |
| CT   | 1987年06月25日 | 28ST-11   | SIXTY RECORDS/日本フォノグラム   | |
| CD   | 1987年06月25日 | 32SD-11   | SIXTY RECORDS/日本フォノグラム   | |
| CD   | 2018年02月07日 | PROT-1229 | ユニバーサルミュージック合同会社 | ※2018年デジタル・リマスタリング。タワーレコード限定（Tower To The People）の再発売。12曲目にボーナストラックとして「太陽とクレッセント」を収録。 |